# Aegonethes cervinus
Aegonethes cervinus là một loài chân đều trong họ Trichoniscidae. Loài này được Verhoeff miêu tả khoa học năm 1931.